# 0+ (album)
0+ è il secondo album in studio del gruppo musicale italiano Benji & Fede, pubblicato il 21 ottobre 2016 dalla Warner Music Italy.

## Tracce
1. Adrenalina – 3:16 (testo: Francesco De Maria, Benjamin Mascolo, Federico Rossi – musica: Mikael Jarkko Ehnqvist, Matias Veikko Olavi Keskiruokanen, Kalle August Leonard Lindroth)
2. A casa mia – 3:10 (testo: Simone Cremonini – musica: Magnus Bertelsen)
3. Traccia numero 3 (feat. Max Pezzali) – 3:01 (testo: Benjamin Mascolo, Massimo Pezzali, Federico Rossi – musica: Magnus Bertelsen)
4. Amore Wi-Fi – 2:58 (testo: Dario Massimo Pirovano – musica: Magnus Bertelsen)
5. Una foto – 3:11 (testo: Benjamin Mascolo, Federico Rossi – musica: Mikael Jarkko Ehnqvist, Matias Veikko Olavi Keskiruokanen, Kalle August Leonard Lindroth)
6. Non è da te – 3:31 (testo: Jacopo Angelo Ettorre – musica: Benjamin Mascolo)
7. Tutto per una ragione (feat. Annalisa) – 2:58 (testo: Annalisa Scarrone – musica: Giordano Cremona, Federico Mercuri, Annalisa Scarrone, Marco Sissa)
8. Troppo forte – 3:02 (Andrea Nardinocchi)
9. Forme geometriche (Addicted to You) (feat. Jasmine Thompson) – 3:05 (testo: Jacopo Angelo Ettorre – musica: Magnus Bertelsen, Luca Valsiglio)
10. Quando si rimane da soli – 3:31 (testo: Simone Papi – musica: Simone Cremonini)
11. Boomeranghi – 3:14 (testo: Benjamin Mascolo, Federico Rossi – musica: Mikael Jarkko Ehnqvist, Matias Veikko Olavi Keskiruokanen, Kalle August Leonard Lindroth)

## Classifiche
| Classifica (2016) | Posizione massima |
| ----------------- | ----------------- |
| Italia            | 1                 |